# Comet (partia)
Comet (hebr. צומת, Skrzyżowanie) – świecka, prawicowa izraelska partia polityczna działająca w latach 1983−1999, założona przez generała Refa’ela Etana. Najczęściej nawiązywała sojusze ze zbliżoną jej ideowo partią Likud (m.in. wspólna lista w wyborach w 1996 roku).
Posłowie Cometu: Refa’el Etan, Jo’asz Cidon, Pini Badasz, Chajjim Dajan, Aleks Goldfarb, Mosze Peled, Ester Salmowic, Eli’ezer Sandberg, Gonen Segew.